# Мелантије
Мелантије (грч. Μελάνθιος) је у грчкој митологији било име више личности. 

## Митологија
1. Друго име Одисејевог слуге Мелантеја.[1]
2. Ахајански ратник, учесник тројанског рата који је помогао Нестору током битке.[2]
3. У Хомеровој „Илијади“ Тројанац, такође један од учесника тројанског рата кога је убио Еурипил.[3]